# サム・シングス・ジャスト・スティック・イン・ユア・マインド
| 専門評論家によるレビュー | 専門評論家によるレビュー |
| レビュー・スコア         | レビュー・スコア         |
| 出典                     | 評価                     |
| ------------------------ | ------------------------ |
| オールミュージック       | [ 1 ]                    |
| ピッチフォーク・メディア | (6.5/10)                 |
| Q                        | [ 3 ]                    |

『サム・シングス・ジャスト・スティック・イン・ユア・マインド』（Some Things Just Stick in Your Mind - Singles and Demos 1964 to 1967）は、ヴァシュティ・バニヤンの1960年代中期のシングル・カットされた曲（ジャガー/リチャーズ作の表題作を含む）と、未発表であった当時のデモ録音を集めたコンピレーション・アルバム。ディスク2には後年発掘された1964年の最初のスタジオ・デモ・セッション全体が収められている。特別限定版のディスク1には4曲のボーナストラックが追加されている。

## 収録曲

### CD1
1. "Some Things Just Stick in Your Mind（英語版）" (Jagger/Richards)
2. "I Want to Be Alone" (ヴァシュティ・バニヤン)
3. "Train Song" (バニヤン、アラスデア・クレイヤ、ジェニファー・ルイス)
4. "Love Song "
5. "Winter Is Blue"
6. "Coldest Night of the Year" (バリー・マン / シンシア・ワイル) (未発表シングル、1968年のアルバム "Twice as Much and Vashti" 収録)
7. "I'd Like to Walk Around in Your Mind" (未発表シングル、マイク・ハーストがプロデュース)
8. "Winter is Blue"
9. "Girl's Song in Winter" (ジョン・バニヤンのテープから、マイク・クロウザーと、1966年)
10. "If in Winter (100 Lovers)" (ジョン・バニヤンのテープから、マイク・クロウザーと、1966年)
11. "Wishwanderer"
12. "Don't Believe" (ジョン・バニヤンのテープから、マイク・クロウザーと、1966年)
13. "17 Pink Sugar Elephants" (ジョン・バニヤンのテープから、マイク・クロウザーと、1966年)
14. "I Won't Say" - 限定版ボーナストラック
15. "Girl's Song In Winter" (alt version) - 限定版ボーナストラック
16. "If In Winter (100 Lovers)" (alt version) - 限定版ボーナストラック
17. "I'd Like to Walk Around In Your Mind" (alt version) - 限定版ボーナストラック

### CD2
1. "Autumn Leaves"[4]
2. "Leave Me"
3. "If in Winter (100 Lovers)"
4. "How Do I Know"
5. "Find My Heart Again"
6. "Go Before the Dawn"
7. "Girl's Song in Winter"
8. "I Don't Know What Love is"
9. "Don't Believe What They Say"
10. "Love You Now"
11. "I Know"
12. "Someday"

## 各版
| Region | Date           | Label            | Format                 | Catalog    |
| ------ | -------------- | ---------------- | ---------------------- | ---------- |
| UK     | 2007年10月19日 | ファットキャット | CD                     | FATCD59    |
| UK     | 2007年10月19日 | ファットキャット | ボーナストラック入りCD | FATCD59LTD |
| UK     | 2007年10月19日 | ファットキャット | レコード               | FATLP59    |
| US     | 2007年11月5日  | DiChristina      | CD                     | STEP11     |
| US     | 2007年11月5日  | DiChristina      | レコード               | STEP11LP   |